# La casa de las flores
La casa de las flores é uma série de comédia e drama mexicana, criada por Manolo Caro para a Netflix. A série acompanha a vida de uma família mexicana de alta classe e aborda questões sociais como bissexualidade e transexualidade. A série estreou em 10 de agosto de 2018. Essa é a terceira série original da Netflix México depois de Club de Cuervos e Ingobernable.
A série é dirigida por seu criador Manolo Caro e estrela Veronica Castro, Cecilia Suarez, Aislinn Derbez, Sheryl Rubio, Dario Yazbek Bernal.  Também no elenco estão: Juan Pablo Medina, Arturo Ríos, Claudette Maille, Lucas Velasquez, Sofia Sisniega, Paco León, e Luis de la Rosa.
Em 9 de outubro de 2018, a Netflix renovou a série para uma segunda e terceira temporada a serem lançadas em 2019 e 2020, respetivamente, com as participações de Mariana Treviño, Christian Chávez e Ramiro Fumazoni.
Em abril de 2021, um filme derivado da série foi anunciado, com estreia mundial prevista para 23 de junho desse mesmo ano.

## Sinopse
La Casa de las Flores desdobra-se numa floricultura familiar, aparentemente bem-sucedida e idílica, cheia de segredos inesperados. A trama da série se inicia quando a amante de longa data do patriarca da família De La Mora, Roberta, suicida-se na Casa das Flores, nome da floricultura da família.
A série explora a necessidade de proteger e perdoar os entes queridos, não importa o quão desconfortável isso possa ser.
A segunda e a terceira temporada aborda temas atuais envolvendo a família, novos personagens e novas histórias surgem para surpreender. A série retrata a sociedade preconceituosa e ultrapassado de Las Lomas, no México.

## Elenco e personagens
| Ator                    | Personagens                     | Temporadas       | Temporadas       | Temporadas       |
| Ator                    | Personagens                     | 1.ª temporada    | 2.ª temporada    | El Funeral       |
| Elenco principal        | Elenco principal                | Elenco principal | Elenco principal | Elenco principal |
| ----------------------- | ------------------------------- | ---------------- | ---------------- | ---------------- |
| Verónica Castro         | Virginia de la Mora             | Principal        | Does not appear  | Does not appear  |
| Cecilia Suárez          | Paulina de la Mora              | Principal        | Principal        | Principal        |
| Aislinn Derbez          | Elena de la Mora                | Principal        | Principal        | Principal        |
| Darío Yazbek Bernal     | Julián de la Mora               | Principal        | Principal        | Principal        |
| Paco León               | María José Riquelme             | Principal        | Principal        | Principal        |
| Juan Pablo Medina       | Diego Olvera                    | Principal        | Principal        | Principal        |
| Luis de la Rosa         | Bruno Riquelme de la Mora       | Principal        | Principal        | Participação     |
| Verónica Langer         | Carmela Villalobos              | Principal        | Principal        | Participação     |
| Lucas Velázquez         | Claudio Navarro                 | Principal        | Principal        | Participação     |
| Norma Angélica          | Delia                           | Principal        | Principal        | Participação     |
| David Ostrosky          | Dr. Salomón Cohen               | Principal        | Principal        | Participação     |
| Sheryl Rubio            | Lucía Dávila                    | Principal        | Principal        | Participação     |
| Claudette Maillé        | Roberta Navarro                 | Principal        | Principal        | Participação     |
| Alexa de Landa          | Micaela Sánchez                 | Principal        | Principal        | Participação     |
| Arturo Ríos             | Ernesto de la Mora              | Principal        | Principal        | Participação     |
| Sawandi Wilson          | Dominique Shaw                  | Principal        | Does not appear  | Participação     |
| Natasha Dupeyrón        | Ana Paula "La Chiquis" Corcuera | Recorrente       | Principal        | Participação     |
| Paco Rueda              | José Raúl "El Chiquis" Corcuera | Recorrente       | Principal        | Participação     |
| David Chaviras          | El Cacas                        | Recorrente       | Principal        | Does not appear  |
| Mariana Treviño         | Jenny Quetzal                   | Does not appear  | Principal        | Does not appear  |
| Eduardo Rosa            | Alejo Salvat                    | Does not appear  | Principal        | Does not appear  |
| Flavio Medina           | Simón                           | Does not appear  | Principal        | Does not appear  |
| Anabel Ferreira         | Celeste                         | Does not appear  | Principal        | Does not appear  |
| Loreto Peralta          | Rosita                          | Does not appear  | Principal        | Does not appear  |
| Elenco recorrente       |                                 |                  |                  |                  |
| Ismael Rodríguez        | Jorge "Amanda Miguel"           | Recorrente       | Recorrente       | Participação     |
| Pepe Marquez            | Pepe "Paulina Rubio"            | Recorrente       | Recorrente       | Participação     |
| Katia Balmori           | Mario "Yuri"                    | Recorrente       | Recorrente       | Participação     |
| Mariana Santos          | Gloria "Gloria Trevi"           | Recorrente       | Recorrente       | Participação     |
| Irving Peña             | Alfonso "Poncho" Cruz           | Recorrente       | Recorrente       | Participação     |
| Michel Frías            | Moisés Cohen                    | Recorrente       | Recorrente       | Participação     |
| Hugo Catalán            | Oliver                          | Recorrente       | Recorrente       | Participação     |
| Ruth Ovseyevitz         | Dora Cohen                      | Recorrente       | Recorrente       | Participação     |
| Alexis Ortega           | Federico "DJ Freddy" Limantour  | Recorrente       | Does not appear  | Participação     |
| Federico Espejo         | Willy                           | Recorrente       | Does not appear  | Does not appear  |
| Sofía Sisniega          | Mara                            | Recorrente       | Does not appear  | Does not appear  |
| Roberto Quijano         | Luka                            | Recorrente       | Does not appear  | Does not appear  |
| Felipe Flores           | Lalo                            | Recorrente       | Does not appear  | Does not appear  |
| Elizabeth Guindi        | Angélica                        | Recorrente       | Does not appear  | Does not appear  |
| Francisco de la Reguera | Juanpi                          | Recorrente       | Does not appear  | Does not appear  |
| María León              | Purificación Riquelme           | Does not appear  | Recorrente       | Does not appear  |
| Teresa Ruiz             | Marilu                          | Does not appear  | Recorrente       | Does not appear  |

Nota
1. ↑  Em um episódio da primeira temporada, León também retrata a pré-transição de José María

## Episódios
| Temporada | Temporada  | Episódios  | Episódios  | Originalmente exibido |                       |
| --------- | ---------- | ---------- | ---------- | --------------------- | --------------------- |
|           | 1          | 13         | 13         | 10 de agosto de 2018  | 10 de agosto de 2018  |
|           | 2          | 9          | 9          | 18 de outubro de 2019 | 18 de outubro de 2019 |
|           | 3          | 11         | 11         | 23 de abril de 2020   | 23 de abril de 2020   |
|           | El funeral | El funeral | El funeral | 1 de novembro de 2019 | 1 de novembro de 2019 |

### Temporada 1 (2018)
| N.º na série | N.º na temp. | Título                                                                | Dirigido por | Escrito por                                 | Exibição original    |
| ------------ | ------------ | --------------------------------------------------------------------- | ------------ | ------------------------------------------- | -------------------- |
| 1            | 1            | "NARCISO (Símb. mentira)" "Narciso (símbolo da mentira)"              | Manolo Caro  | Manolo Caro                                 | 10 de agosto de 2018 |
| 2            | 2            | "CRISANTEMO (Símb. dolor)" "Crisântemo (símbolo da dor)"              | Manolo Caro  | Gabriel Nuncio                              | 10 de agosto de 2018 |
| 3            | 3            | "LIRIO (Símb. libertad)" "Lírio (símbolo da liberdade)"               | Manolo Caro  | Monika Revilla                              | 10 de agosto de 2018 |
| 4            | 4            | "PETUNIA (Símb. resentimiento)" "Petúnia (símbolo do ressentimento)"  | Manolo Caro  | Mara Vargas                                 | 10 de agosto de 2018 |
| 5            | 5            | "DALIA (Símb. gratitud)" "Dália (símbolo da gratidão)"                | Manolo Caro  | Gabriel Nuncio                              | 10 de agosto de 2018 |
| 6            | 6            | "MAGNOLIA (Símb. dignidad)" "Magnólia (símbolo da dignidade)"         | Manolo Caro  | Monika Revilla                              | 10 de agosto de 2018 |
| 7            | 7            | "PEONÍA (Símb. vergüenza)" "Peônia (símbolo da vergonha)"             | Manolo Caro  | Manolo Caro                                 | 10 de agosto de 2018 |
| 8            | 8            | "BROMELIA (Símb. resiliencia)" "Bromélia (símbolo da resiliência)"    | Manolo Caro  | Mara Vargas                                 | 10 de agosto de 2018 |
| 9            | 9            | "TULIPÁN (Símb. esperanza)" "Tulipa (símbolo da esperança)"           | Manolo Caro  | Gabriel Nuncio                              | 10 de agosto de 2018 |
| 10           | 10           | "TUSSILAGO (Símb. preocupación)" "Tussilago (símbolo da preocupação)" | Manolo Caro  | Monika Revilla, Mara Vargas, Gabriel Nuncio | 10 de agosto de 2018 |
| 11           | 11           | "ORQUÍDEA (Símb. lujuria)" "Orquídea (símbolo da luxúria)"            | Manolo Caro  | Monika Revilla                              | 10 de agosto de 2018 |
| 12           | 12           | "ERÍSSIMO (Símb. adversidad)" "Eríssimo (símbolo da adversidade)"     | Manolo Caro  | Mara Vargas                                 | 10 de agosto de 2018 |
| 13           | 13           | "AMAPOLA (Símb. resurrección)" "Papoula (símbolo da ressurreição)"    | Manolo Caro  | Manolo Caro                                 | 10 de agosto de 2018 |

### Temporada 2 (2019)
| N.º na série | N.º na temp. | Título                                                                 | Dirigido por                | Escrito por             | Exibição original     |
| ------------ | ------------ | ---------------------------------------------------------------------- | --------------------------- | ----------------------- | --------------------- |
| 14           | 1            | "ROSA (Símb. unidad)" "Rosa (símbolo da união)"                        | Manolo Caro                 | Manolo Caro             | 18 de outubro de 2019 |
| 15           | 2            | "IRIS (Símb. fe)" "Íris (símbolo da fé)"                               | Manolo Caro                 | Mara Vargas             | 18 de outubro de 2019 |
| 16           | 3            | "LOTO (Símb. misterio)" "Lótus (símbolo do mistério)"                  | Manolo Caro y Alberto Belli | Gabriel Nuncio          | 18 de outubro de 2019 |
| 17           | 4            | "ALMENDRA (Símb. despertar)" "Amêndoa (símbolo do despertar)"          | Alberto Belli               | Hipatia Argüero Mendoza | 18 de outubro de 2019 |
| 18           | 5            | "ACACIA (Símb. amor secreto)" "Acácia (símbolo do amor secreto)"       | Santiago Limón              | Alexandro Aldrete       | 18 de outubro de 2019 |
| 19           | 6            | "CLAVOS DE OLOR (Símb. caprichosa)" "Cravo (símbolo da instabilidade)" | Yibrad Asuad                | Hipatia Argüero Mendoza | 18 de outubro de 2019 |
| 20           | 7            | "GERANIO (Símb. consejo)" "Gerânio (símbolo do conselho)"              | Yibrad Asuad                | Gabriel Nuncio          | 18 de outubro de 2019 |
| 21           | 8            | "HELICONIA (Símb. fertilidad)" "Helicônia (símbolo da fertilidade)"    | Manolo Caro                 | Alexandro Aldrete       | 18 de outubro de 2019 |
| 22           | 9            | "PENSAMIENTO (Símb. reflexión)" "Amor-perfeito (símbolo da reflexão)"  | Manolo Caro                 | Manolo Caro             | 18 de outubro de 2019 |

### Temporada 3 (2020)
| N.º na série | N.º na temp. | Título                                                             | Dirigido por                               | Escrito por                                     | Exibição original   |
| ------------ | ------------ | ------------------------------------------------------------------ | ------------------------------------------ | ----------------------------------------------- | ------------------- |
| 24           | 1            | "PETUNIA (Símb. Picardia)" "Petúnia (símbolo da picardia)"         | Manolo Caro                                | Manolo Caro & Mara Vargas Jackson               | 23 de abril de 2020 |
| 25           | 2            | "GIRASOL (Símb. poder)" "Girassol (símbolo do poder)"              | Manolo Caro, Yibran Asuad & Gabriel Nuncio | Mara Vargas, Alexandro Aldrete & Gabriel Nuncio | 23 de abril de 2020 |
| 26           | 3            | "Yerbera (Símb. Primer Amor)" "Gérbera (símbolo do primeiro amor)" | Manolo Caro, Gabriel Nuncio & Yibran Asuad | Alexandro Aldrete                               | 23 de abril de 2020 |
| 27           | 4            | "MALVA (Símb. ambición)" "Malva (símbolo da ambição)"              | Yibran Asuad, Manolo Caro & Gabriel Nuncio | Gabriel Nuncio                                  | 23 de abril de 2020 |
| 28           | 5            | "AZALEA (Símb. Y Templanza)" "Azáleo (símbolo da temperança)"      | Manolo Caro                                | Hipatia Arguero & Kim Torres                    | 23 de abril de 2020 |
| 29           | 6            | "BETONICA (Símb. Sorpresa)" "Betónica (símbolo da surpresa)"       | Manolo Caro & Yibran Asuad                 | Hipatia Arguero                                 | 23 de abril de 2020 |
| 30           | 7            | "TREBOL (Símb. venganza)" "Trevo (símbolo da vingança)"            | Yibrad Asuad                               | Hipatia Arguero                                 | 23 de abril de 2020 |
| 31           | 8            | "ELEOBORO (Símb. Escándalo)" "Heléboro (símbolo do escândalo)"     | Yibram Asuad, Manual Caro & Gabriel Nuncio | Gabriel Nuncio                                  | 23 de abril de 2020 |
| 32           | 9            | "JACINTO (Símb. celos)" "Jacintos (símbolo dos céus)"              | Yibram Asuad, Manual Caro & Gabriel Nuncio | Alexandro Aldrete                               | 23 de abril de 2020 |
| 33           | 10           | "HELENIO (Símb. lagrimas)" "Helénio (símbolo de lágrimas)"         | Yibran Asuad                               | Mara Vargas Jackson                             | 23 de abril de 2020 |
| 34           | 11           | "LAUREL (Símb. Gloria)" "Louro (símbolo da glória)"                | Manolo Caro                                | Manolo Caro                                     | 23 de abril de 2020 |

### Especial (2019)
| N.º | Título                                                                       | Dirigido por | Escrito por | Lançamento            |
| --- | ---------------------------------------------------------------------------- | ------------ | ----------- | --------------------- |
| 1 | "La casa de las flores: El funeral" "A Casa das Flores apresenta: O Funeral" | Manolo Caro  | Mara Vargas | 1 de novembro de 2019 |
| No funeral de Virginia, Paulina confronta o grupo de "melhores amigas" de sua falecida mãe diante de sua homofobia e transfobia em relação a María José, enquanto Ernesto precisa encontrar uma maneira de trazer seu caixão para o México vindo de Houston; o resto da família experimenta uma série de encontros casuais. |                                                                              |              |             |                       |

## Filme
A 22 de abril de 2021, foi anunciada uma longa-metragem derivada da série, intitulada "La Casa de las Flores: La Película". A 27 de maio, foi divulgado o trailer oficial no canal oficial do Youtube da Netflix Latinomérica. O filme seguirá o regresso de Los De la Mora à Casa de Las Flores, enquanto procuram reunir provas contra Agustín. A estreia mundial ocorre a 23 de junho de 2021, na plataforma Netlix. 